# Alte Brücke (Heidelberg)
Pour les articles homonymes, voir Alte Brücke.
Le Karl-Theodor Brücke (« pont Karl-Theodor ») plus connu sous le nom de Alte Brücke  (« Pont Vieux »), enjambe le Neckar à Heidelberg.

## Description
L'ouvrage relie la vieille ville (Altstadt) et la partie orientale du quartier de Neuenheim. Il s'agit d'un pont en maçonnerie de neuf travées construit en grès provenant de la vallée du Neckar. Sa longueur est de deux cents mètres pour sept mètres de large. Sa hauteur s'échelonne entre 4,40 mètres et 10,50 mètres. Il constitue l'une des curiosités les plus connues de Heidelberg.

## Histoire
À cet emplacement, se sont dressés neuf pont successifs depuis le XIIIe siècle. Il en subsiste des fondations, sur lesquelles repose l'ouvrage actuel, ainsi que la porte sud datant du Moyen Âge. Le pont, construit sous le prince-électeur Charles Théodore en 1788, est le neuvième pont érigé à cet endroit du Neckar. Deux piles et trois arcs ont été détruits pendant le Seconde Guerre mondiale, le 29 mars 1945.  Le pont a été rouvert le 26 septembre 1947 après une restauration complète.

## Dénomination
Officiellement baptisé en l'honneur de Charles Théodore de Bavière, son commanditaire, le pont est appelé couramment pont-vieux, malgré la date relativement récente de construction (1788). Il est qualifié ainsi afin d'être distingué du pont Theodor Heuss construit en 1877. Ce dernier offrait alors une deuxième possibilité de traverser le Neckar.